# Ithomeis astrea
Ithomeis astrea är en fjärilsart som beskrevs av Felder 1862. Ithomeis astrea ingår i släktet Ithomeis och familjen Riodinidae. Inga underarter finns listade i Catalogue of Life.